# سلطنت آتش
سلطنت آتش (به انگلیسی: Reign of Fire) عنوان یک فیلم به کارگردانی راب بومن و به تهیه‌کنندگی ریچارد دی زانوک در ژانر فانتزی، اکشن، دلهره آور محصول سال ۲۰۰۲ آمریکا می‌باشد .

## داستان فیلم
کودکی به نام کوین ناخواسته باعث بیداری اژدهایی مخوف می‌شود . اژدها باعث مرگ بسیاری از جمله مادر کوین شده و دیری نمی‌گذرد که سرتاسر دنیا به سلطه این اژدها و فرزندانش در میایید . سال‌ها میگذرد . کوین و تنها باز ماندگان از نسل بشر که در یک قلعه قدیمی پنهان شده‌اند با یک غریبه و دارودسته اش رو به رو می‌شوند که ادعا می‌کنند شکارچی اژدها هستند ...

## بازیگران
- کریستین بیل
- متیو مک کانهی
- ایزابلا اسکروپو
- جرارد باتلر
- الکساندر صدیق
- آلیس کریج
- لورا پایپر

## بودجه، فروش، جوایز
برای ساخت سلطنت آتش، شصت میلیون هزینه شد . این فیلم تنها بیش از هشتاد و پنج میلیون فروش کرد . با وجود اینکه فروش فیلم اصلاً قانع‌کننده نبود، در عوض، خود فیلم و جلوه‌های ویژه اش، جوایزی را از جشنواره‌های مختلف کسب کردند.

## جوایز
Reign of Fire was nominated for one Saturn Award، one award from جشنواره فیلم سیتخس، and won one other Sitges award:
| Group                                                     | Award               |
| --------------------------------------------------------- | ------------------- |
| Academy of Science Fiction، Fantasy & Horror Films (2002) | Best Fantasy Film   |
| جشنواره فیلم سیتخس (2002)                                 | Best Visual Effects |
| جشنواره فیلم سیتخس (2002)                                 | Best Film           |

## بازی کامپیوتری
بازی ویدئویی به همین نام براساس داستان و شخصیت‌های این فیلم برای کنسول‌های پلی استیشن ۲، گیم کیوب ، ایکس باکس و گیم بوی ادوانس در سال ۲۰۰۲ ساخته شد .